# نیکون اف۶
نیکون اف۶ (به انگلیسی: Nikon F6) یک دوربین عکاسی ساخت شرکت نیکون است.